# 栄光なき天才たち
『栄光なき天才たち』（えいこうなきてんさいたち）は、作：伊藤智義（一部）、画：森田信吾による日本の漫画である。『週刊ヤングジャンプ』（集英社）にて、1986年23号から1992年24号まで連載された、単行本は、集英社の「ヤングジャンプ・コミックス」にて、第1巻から第17巻まで発行されている。
続編として『新・栄光なき天才たち』があり、さらに『週刊ヤングジャンプ』2009年48号から『栄光なき天才たち2009』（原案・新山藍朗）、同誌2010年8号から『栄光なき天才たち2010』、2011年47号から『栄光なき天才たち2011』（監修・鈴木一義／原案・矢吹明紀）が連載開始された。

## 概要
いわゆる偉人伝であるが、本来ならその業績を正当に評価されるべき人物・組織が、様々な理由から、
- 現在では正当な評価をされず歴史の影に埋もれてしまった
- 現在では評価はされているものの、当時は全く評価されなかった
- 現在のみならず、その人物の存命中にすでに高い評価をされていたが、その当事者達を取り巻いていた厳しい状況

などを、それまでの偉人伝とは異なった手法で取り上げた。
なお、単行本のうち第1 - 4・6・8・14巻にのみ伊藤が原作を担当した作品が掲載されているため、他の第5巻・9 - 13巻・16 - 17巻は森田単独のクレジットとなっている。ただし第6巻収録のうち、平賀譲の回は伊藤が原作を担当していない。
なお、各巻の裏表紙にはタイトルの独訳「Die Genies ohne Glanz（光なき天才たち）」が書かれている。

## 取り上げられた人物・組織

### 単行本第1巻
- エリシャ・グレイ（グラハム・ベルに、僅か2時間遅れで特許申請したため、電話の発明者の尊称を得られなかった人物）
- 古橋廣之進（「フジヤマのトビウオ」と呼ばれた世界的なスイマー）
- エヴァリスト・ガロア（21歳で、決闘に敗れ死亡した天才数学者）
- エンリコ・フェルミ（原子爆弾の製造計画に参加した科学者）
- 鈴木梅太郎（オリザニン（ビタミンB1）を世界で一番初めに発見した化学者）
- サチェル・ペイジ（黒人リーグの投手で、42歳で大リーガーになった伝説の選手）
- 人見絹枝（オリンピックで、日本人女性として唯一トラック競技でメダルを獲得したスプリンター）
- ドルトン・トランボ（アメリカの「マッカーシズム」（赤狩り）の犠牲となった脚本家・映画監督。代表作『ローマの休日』『ジョニーは戦場へ行った』など）

### 単行本第2巻
- ニールス・ヘンリック・アーベル（26歳で貧困のまま病死した天才数学者）
- サルバドル・サンチェス（23歳で交通事故死した天才ボクサー）
- グレゴール・ヨハン・メンデル（「メンデルの法則」を発見した遺伝学の父）
- 樋口一葉（『たけくらべ』『にごりえ』を書いた小説家）
- フリッツ・ハーバー（空気からアンモニアを作った化学者。人倫に背いてまで祖国ドイツに尽くすが、後にナチスのユダヤ迫害により追放される）
- ウィルナー・カール・ハイゼンベルグ（量子力学の創始者）
- 吉岡隆徳（「暁の超特急」と呼ばれたスプリンター）

### 単行本第3巻
- 鈴木商店（総合商社の源流、戦争成金の代表などといわれる戦前の企業）
- 東大野球部（終戦直後の1946年、一度だけ東京六大学野球で優勝のチャンスがあり、その時の様子が描かれている）
- リッチー・バレンス（17歳で飛行機事故の為、この世を去った伝説のロックンローラー）
- ヘンリー・G・J・モーズリー（「原子番号」の概念を発見した科学者。ノーベル賞を確実視されていたが、ガリポリの戦いで戦死した）
- ロバート・ファルコン・スコット（南極点一番乗りを目指し遭難死した探検家。アムンゼン・スコット基地にその名を残す）

### 単行本第4巻
- 北里柴三郎（北里研究所を設立した科学者、世界で初めて血清療法に成功した）
- 山極勝三郎（世界で初めて人工癌の発生を成功させた科学者）
- 野口英世（梅毒スピロヘータの人工培養に成功した医師・科学者。貧困と手の障害を克服し大成したことで有名）
- プレストン・トーマス・タッカー（アメリカ自動車産業ビッグスリーを敵に回し「タッカー・トーペッド」を作り上げた実業家。その生涯を描いた映画『タッカー』の公開にあわせてヤングジャンプ誌に掲載）

### 単行本第5巻
- 円谷幸吉、アベベ・ビキラ（1964年東京オリンピックなどで活躍した、伝説的なマラソンランナー）

### 単行本第6巻
- 理化学研究所（日本の近代科学を築いた研究所。3代目所長の大河内正敏と、鈴木梅太郎・寺田寅彦・仁科芳雄らの科学者を中心に、戦前から戦中期の様子を描く）
- 平賀譲（軍艦設計者。戦艦大和の設計にも携わった。通称「造船の神様」）
- 立松和博（昭和30年代の読売新聞記者。売春汚職事件に巻き込まれて失職、自殺した）

### 単行本第7巻
- デビッド・ウォーク・グリフィス（『国民の創生』『イントレランス』を製作した映画監督）
- マリリン・モンロー（『セックス・シンボル』と呼ばれた伝説の女優）

### 単行本第8巻
- C・E・ツィオルコフスキー（ロケット工学理論の先駆者）
- R・H・ゴダード（液体燃料ロケット研究の先駆者）
- ヘルマン・オーベルト（ドイツにおけるロケット研究の基礎を築いた科学者。フォン・ブラウンの師）
- V2号（ドイツが作り上げた世界初の弾道ミサイルV2号と、フォン・ブラウンやグルートルップらそれに携わった人物達）
- アポロ（人類初の有人月飛行計画と、フォン・ブラウンらそれに携わった人物達およびコロリョフらそれと競った人物達）

### 単行本第9巻
- スウェン・ヘディン（中央アジア探検に多大な成果を挙げた、20世紀最大の探検家）
- 沢村栄治（日本プロ野球界における伝説的な大投手）

### 単行本第10巻
- 川島雄三（日本映画界の幻の巨匠。代表作『幕末太陽傳』は日本映画史上最高傑作のひとつに挙げられる）
- 島田清次郎（戦前、『地上』を執筆し空前のベストセラー作家となるものの、文壇から存在を抹殺された小説家）

### 単行本第11巻、12巻
- 浮谷東次郎（伝説のカーレーサー）

### 単行本第13巻
- ハリー・フーディーニ（「不死身の男」「脱出王」と呼ばれた、伝説の奇術師）
- マンチェスター・ユナイテッド（有名なイングランド・FAプレミアリーグのサッカークラブが、初めてUEFAチャンピオンズカップ（現・UEFAチャンピオンズリーグ）で優勝するまでの軌跡を、『ミュンヘンの悲劇』とボビー・チャールトンを中心に描く）

### 単行本第14巻
- ウィリアム・C・デュラント（GM（ゼネラルモーターズ）の創始者）

### 単行本第15巻
- 満鉄超特急あじあ（戦前、満州国において世界最速を目指した特急列車「あじあ」とそれに携わった人達の軌跡）

### 単行本第16巻
- 名取洋之助（日本人初の世界的フォトジャーナリスト）

### 単行本第17巻
- 佐藤次郎（日本テニス史上、最高と呼ばれたテニスプレイヤー。「国家代表」という重圧に苦しみ、遠征帰途中に船上から飛び込み自殺してしまう）

### 栄光なき天才たち2010
- 福永洋一（「天才」と称される活躍を見せたが、落馬で選手生命を絶たれた騎手）
- 高畠導宏（プロ野球選手・コーチ。選手時代は活躍しなかったが、引退後に打撃コーチとなり、多球団を渡り歩き名バッターを輩出させた）
- マーク・エイブラハムズ（イグノーベル賞企画運営者）

### 栄光なき天才たち2011
- 豊川順彌（日本初の乗用車生産者）

### 単行本未収録

#### 印刷書籍版
- 花形敬（33歳で刺殺されたヤクザ）
  - 「週刊ヤングジャンプ」1987年11号掲載。本田靖春の著書『疵 花形敬とその時代』を原案としたもの。原作者の伊藤は当初その漫画化の依頼を断ったが、編集部からの強い要望があり受けることとなった[1]。単行本未収録の理由は伊藤によれば「私の中の選択基準と隔たりがあった」[1]としているが、掲載号の発売日に組の関係者からクレームが入り、編集部が謝罪して単行本への収録を行わないことにしたとする説[2]もある。

#### 電子書籍版
- 「満鉄超特急あじあ」および「名取洋之助」（他、印刷書籍版でも未収録である「花形敬」）。「満鉄超特急あじあ」「名取洋之助」共に作品内にて「三光作戦」が採り上げられているのが共通点だが、それが足枷となって収録見合わせになっているのかは特にアナウンスはなされていない。

## 単行本
- 集英社ヤングジャンプコミックス 全17巻
  - 掲載内容は前掲のとおり。ほぼヤングジャンプ掲載順。
- 集英社コミックス文庫 1 - 4巻
  - 1997年に4冊が順次刊行された。ヤングジャンプコミックス収録作の一部を抜粋して刊行したもので、掲載順も以下のとおり再構成されている。著作者のクレジットは、1・4巻が作：伊藤智義・画：森田信吾、2・3巻が森田信吾。
    - 第1巻 - 古橋廣之進、サチェル・ペイジ、人見絹枝、ドルトン・トランボ、サルバドル・サンチェス、樋口一葉、吉岡隆徳、鈴木商店、東大野球部
    - 第2巻 - 澤村栄治、川島雄三、島田清次郎
    - 第3巻 - アベベ・ビキラ、円谷幸吉、マンチェスター・ユナイテッド
    - 第4巻 - 鈴木梅太郎、北里柴三郎、山極勝三郎、野口英世、理化学研究所
- 集英社 栄光なき天才たち2010
  - 『2009』と『2010』連載分の収録。

## テレビアニメ

### 1990年
単行本8巻に掲載されている宇宙開発のシリーズは当時のNASDAの協力のもと、TBSで『宇宙を夢みた男たち』のタイトルでアニメ化され、1990年3月29日に放映された。
- 監督：渡部高志
- 脚本：城山昇
- 作画監督：渡辺はじめ
- アニメーション制作：スタジオぎゃろっぷ
- 主題歌：エンディングテーマ「Home Planet」 作詞・作曲 - 佐野 元春 / 歌 - 渡辺美里、佐野元春

### 2017年
2017年3月25日からNHK BS1で『“栄光なき天才たち”からの物語』のタイトルでテレビアニメが放送された。
番組は約25分のアニメパートとドキュメンタリーパートからなる。
2017年3月25日に「第1回 競泳 世界に挑むトビウオたち」が放送された。同年5月28日に「第2回 陸上100ｍ 世界の壁を打ち破れ」を放送。

#### キャスト
共通
- ナレーション - 榊原良子

第1回
- 古橋廣之進 - 小野大輔（少年時代 - 潘めぐみ）
- 橋爪四郎 - 小西克幸
- 村上勝芳 - 麻生智久
- 葉室鐵夫 - 宮坂俊蔵
- 日本水泳連盟・田畑政治会長 - 武虎
- 水泳部員 - 村田太志、落合福嗣、手塚ヒロミチ、福島潤
- 日本水泳連盟・理事 - 千葉進歩、最上嗣生、青山穣、土田大
- アナウンサー - 諏訪部順一
- その他 - 大西健晴、野瀬育二、綿貫竜之介、杉崎亮
- ナレーション - うすいたかやす

第2回
- 吉岡隆徳 - 櫻井孝宏
- 佐々木吉蔵 - 吉野裕行
- 岩田 - 宝亀克寿
- 富永 - 間島淳司
- 文子 - 佐藤聡美
- 織田 - 平川大輔
- フィリピン選手 - 深川和征
- エディ・トーラン - 濱野大輝
- スターター - 柳田淳一
- アナウンサー - 宮坂俊蔵
- その他 - 加藤将之、魚建、芳野由奈
- ナレーション - カトウシンスケ

#### 出演
第1回
- 北島康介
- 平井伯昌（元北島康介コーチ）
- 上野広治（元日本代表監督）
- 萩野公介

第2回
- 山縣亮太
- 朝原宣治

#### スタッフ
ドキュメンタリー・アニメ共通
- 音楽 - 松谷卓

ドキュメンタリーパート
- 資料提供 - 共同通信社（第1回）、日本大学（第1回）
- 撮影協力 - KITAJIMAQUATICS（第1回）
- 撮影 - 岡本亮（第1回）、吉田耕司（第2回）
- 音声 - 倉橋克明（第1回）、清水克彦（第2回）、水野貴浩（第2回）
- 映像技術 - 松岡綾子（第1回）、西村隆介（第2回）
- 音響効果 - 四元裕二（第1回）、金田智子（第2回）
- 取材 - 宇野真由美（第1回）、黒澤分（第2回）
- 演出 - 坂田能成（第1回）、毛利匡（第2回）
- プロデューサー - 長澤智美（第1回）、久保田直（第2回）
- 制作統括 - 茂木明彦（第1回）、日置一太（第2回）、内田俊一

アニメーション パート
- 原作 - 伊藤智義、森田信吾
- 監督 - 福島利規
- キャラクターデザイン・総作画監督 - 八重樫洋平
- 色彩設計 - 溝江詩帆
- 色指定・検査 - 久保田由、日野亜朱佳（第1回）
- 美術監督 - 栫ヒロツグ
- 撮影監督 - 黒澤豊
- 編集 - 後藤正浩（第1回）、山岸歩奈実（第1回）、新見元希（第2回）
- 音響監督 - 明田川進
- 音響制作 - 田中理恵
- アニメーションプロデューサー - 松倉友二
- アニメーション制作 - J.C.STAFF
- 制作 - NHKグローバルメディアサービス
- 制作協力 - NHKエンタープライズ、テレビマンユニオン（第1回）、ソリッドジャム（第2回）
- 制作・著作 - NHK

#### 各話リスト
| 話数  | サブタイトル                | 脚本     | 作画監督                                                                                   | 初回放送日     |
| ----- | --------------------------- | -------- | ------------------------------------------------------------------------------------------ | -------------- |
| 第1回 | 競泳 世界に挑むトビウオたち | 関島眞頼 | 金正男、高澤美佳、林央剛 林あすか、寺井佳史                                                | 2017年 3月25日 |
| 第2回 | 陸上100m 世界の壁を打ち破れ | 関島眞頼 | 寺井佳史、和田伸一、林あすか 小川浩二、谷口 繁則、松本 美季 佐藤嵩光、中村有希子、水澤智可 | 5月28日        |

#### 放送局
| 放送期間      | 放送時間           | 放送局  | 対象地域 | 備考   |
| ------------- | ------------------ | ------- | -------- | ------ |
| 2017年3月25日 | 土曜 20:00 - 20:50 | NHK BS1 | 日本全国 | 製作局 |